# Северный (Бурятия)
Се́верный — посёлок в Баунтовском эвенкийском районе Бурятии. Административный центр сельского поселения «Северное».

## География
Расположен на левом берегу реки Има (левый приток Малого Амалата) в 40 км к юго-западу от районного центра — села Багдарин.

## История
Основан как посёлок геологов на базе партии № 130, которая была образована 5 марта 1963 года. Начальник — Казаринов Ефим Сергеевич. Первоначально стоянка партии была на р. Точер, а с 1964 года перенесена в долину р. Малый Амалат. С 1968 года начальник партии — Пельменёв Михаил Денисович. Главным геологом с 1966 по 2000 год был Коробенко Иван Руфанович.
В конце 1968 года принимается решение о строительстве нового посёлка на месте буровых работ, чтобы сократить транспортные расходы на перевозку людей, материалов, оборудования. На месте будущего посёлка была глухая тайга: деревья, кустарники и множество ягоды (особенно голубицы, из которой образовывалось настоящее месиво на гусеницах тракторов).
В январе 1969 года закладывается первый брусчатый дом (бывшее здание старого сельсовета, сейчас этого дома нет), перевозят дома из Амалата на пяти тракторах.
Поначалу жили в щитовых домиках по 12 человек, в палатках.
Был объявлен конкурс на лучшее название посёлка. Лучшим было признано название, предложенное геофизиком Николаем Васильевич Гегельским. На строительство посёлка выделено 1,2 млн рублей. Посёлок строился планово. При строительстве был разделён на микрорайоны, Северо-западный участок, где строились дома для начальника партии, зам начальника, главного инженера местный народ окрестил Барским; Юго-восточную часть, куда перевозили дома из посёлка Малый Амалат на подведённых санях назвали «Нахаловка», район где размещались общежития и жили в основном холостяки — «бичград», за факты самовольного захвата жилья — «Хаповка», один из микрорайонов назван «Индия».
В эти годы идёт активная разведка месторождения буровыми скважинами. Начинает налаживаться культурная жизнь в посёлке: был организован радиоузел, организован показ фильмов в палатке (в районе гаража). В 1969 году организован фельдшерский пункт.
Вместо магазина был ларёк, в нём помещались смешанные товары.
В этом году начата проходка ствола первой шахты по добыче урана. Приехала бригада специалистов с Украины. В это же время были организованы курсы зарядчиц, поскольку не хватало рабочих мест. В 1970 году заканчивается проходка ствола шахты.
Численность населения растёт. На строительство посёлка выделено более 1 млн руб. В этом году была построена средняя школа, началось строительство больницы со стационаром на 6-8 коек. Построена большая столовая с двумя обеденными столами, залом и буфетом (сейчас этого здания нет, оно находилось за магазином «Северянка»).
С этого года начинает налаживаться культурная жизнь в посёлке. Официально открыта библиотека, построен небольшой клуб.
С начала 1970-х годов построена дизельная электростанция с душем.
Начало 1970-х годов — время интенсивного строительства и благоустройства посёлка. Было задействовано 12 строительных бригад. В связи с ростом населения построен детсад, начато строительство спортзала.
Работа партии № 130 набирает темп. В работе восемь буровых вышек. Прорабатывается вопрос о закладке шахты № 2 (на Северной горе).
1974—1975 годы — буровые работы сворачиваются, закрыта шахта — это повлияло и на развитие посёлка — люди уезжают, половина жилых домов разобрано и перевезено в ближайшие населённые пункты, закрыта средняя школа, пилорама, часть производственных зданий отключена от теплоснабжения, разобрана столовая, больница.
С 1976 года посёлок начинает возрождение, построены 3 магазина, пекарня и большая баня.
С 1980 года начальником партии работал Бавлов Владимир Николаевич, заместитель начальника — Литвинцев Виктор Фёдорович.
В 1980 году в посёлке образована животноводческая ферма, а в 1981 году построена большая ферма, где выращивали крупный рогатый скот и свиней. Коровник просуществовал до 1985 года, свиноферма до 1994 года.
В 1981 году построена большая теплица, в которой выращивали огурцы.
С 1982 года вновь открывается средняя школа.
С середины 1980-х — в посёлке открыт комбинат быта, в котором работала парикмахерская, баня, размещалась пошивочная.
1984 год — в связи с объединением двух партий № 139 и № 130 и образованием на их основе экспедиции № 130, начальником становится Гагарин Георгий Петрович.
1984—1985 — годы интенсивного строительства жилого сектора, дома строят самостроем, привозят дома из Яндолы. Посёлок растёт в длину и в ширину.
1985—1987 г. — строятся производственные организации: детский сад, пристрой к школе — столовая, здание шестилеток, школьные мастерские. Отдельное здание сельского совета и библиотеки, врачебная амбулатория, музыкальная школа. С началом перестройки в стране начинается перестройка во внутренней жизни посёлка. Открывается видеосалон.
Расцвет посёлка приходится на середину 1980-х годов.
В 1992 году начала сворачиваться экспедиция, в посёлке создаются новые структуры — товарищества с ограниченной ответственностью: «Карат», «Дорожник», «Леспром», «АЯН», «Синильга». Все эти организации просуществовали недолго.
13 апреля 1992 года образовано крупное золотодобывающее предприятие «Витимгеопром» (первоначально как товарищество с ограниченной ответственностью, с 1996 года — Закрытое Акционерное общество). Предприятие играет важную роль в жизни посёлка — снабжает посёлок теплом, хлебом, водой, транспортом (автобус). В декабре 1992 года зарегистрирована артель старателей «Север» (общество с ограниченной ответственностью по добыче рассыпного золота открытым способом). Оба предприятия оказывают посильную помощь школе, детскому саду, библиотеке, клубу.
1994 год — открывается магазин «Ларец».
1996 год — начинается сокращение теплосети, организации переводятся в другие помещения, детский сад закрыт. Построена пекарня на территории ЗАО «Витимгеопром».
1998 год — начальник партии Истомин Александр Константинович.
В 2001 году, а/с «Север» начинает самостоятельную деятельность, до этого они работали с другими организациями. ЗАО «Витимгеопром» остается по-прежнему одним из крупных золотодобывающих предприятий района. Ведутся разработки на двух участках «Суваниха» и «Ушма». Всего в артели трудятся 400 человек, 120 из них работают на участках в Монголии. Ведется разведка золота двумя буровыми установками: одна работает по Большому Амалату, другая на участке «Суваниха».
В 2005 году количество жителей составляет 468 человек. В Северной средней общеобразовательной школе число учащихся на 1 сентября составило 64 человека. Был проведен капитальный ремонт школы.
В 2006 году численность населения поселка составляет 459 человек. Сельская администрация переименована в сельское поселение Северное. С апреля организации культуры переведены на местное финансирование. В июле этого же года начинается строительство АТС.

## Население
| 2002 | 2005 | 2006 | 2010 |
| ---- | ---- | ---- | ---- |
| 483  | ↘468 | ↘459 | ↘409 |

## Известные уроженцы, жители
В Северном училась в средней школе в 1979—1989 годах
Нупрейчик, Елена Геннадьевна (род. 1972, с. Багдарин) — российский журналист, режиссёр.

## Инфраструктура
Действует 1 магазин, ФАП, Северная СОШ, золотодобывающая организация: ООО а/с «Север».